# Phong Na Uy
Phong Na Uy (danh pháp hai phần: Acer platanoides) là một loài thực vật thuộc chi Phong, họ Phong.
Đây là loài phong bản địa Đông và Trung Âu và tây nam châu Á, từ Pháp về phía đông Nga, phía bắc tới miền nam Scandinavia và đông nam tới miền bắc Iran. 
Nó là một cây rụng lá và có chiều cao 20–30 m với đường kính thân cây đến 1,5 m, và chỏm cây tròn, rộng. Vỏ cây màu xám nâu và có rãnh nông, không giống như các loài phong khác, cây trưởng thành không có xu hướng có vỏ cây xù xì. Các chồi xanh lúc đầu, sớm trở thành màu nâu nhạt, các chồi mùa đông có màu nâu đỏ sáng. Nó không phải là loài sông thọ, với độ tuổi tối đa khoảng 250 năm.

## Hình ảnh

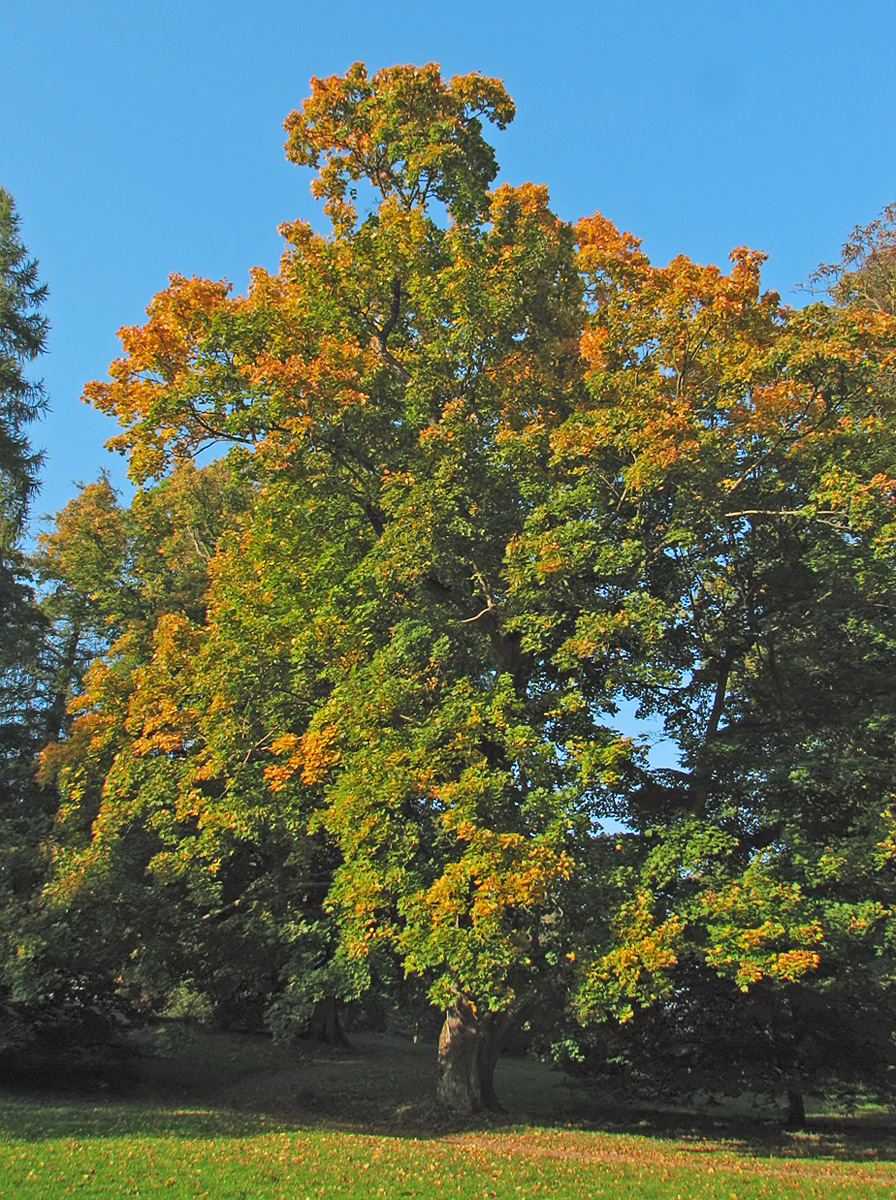
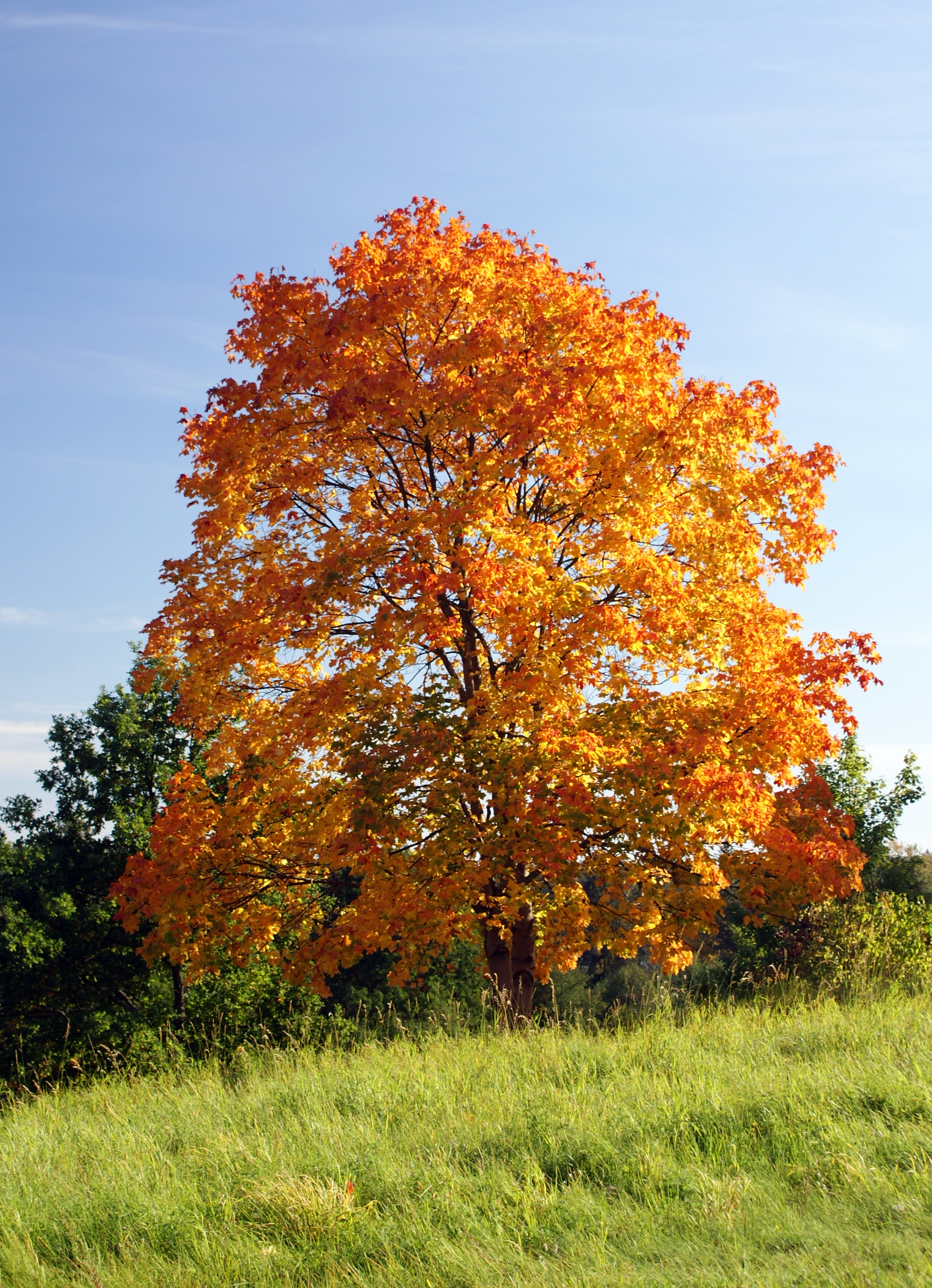
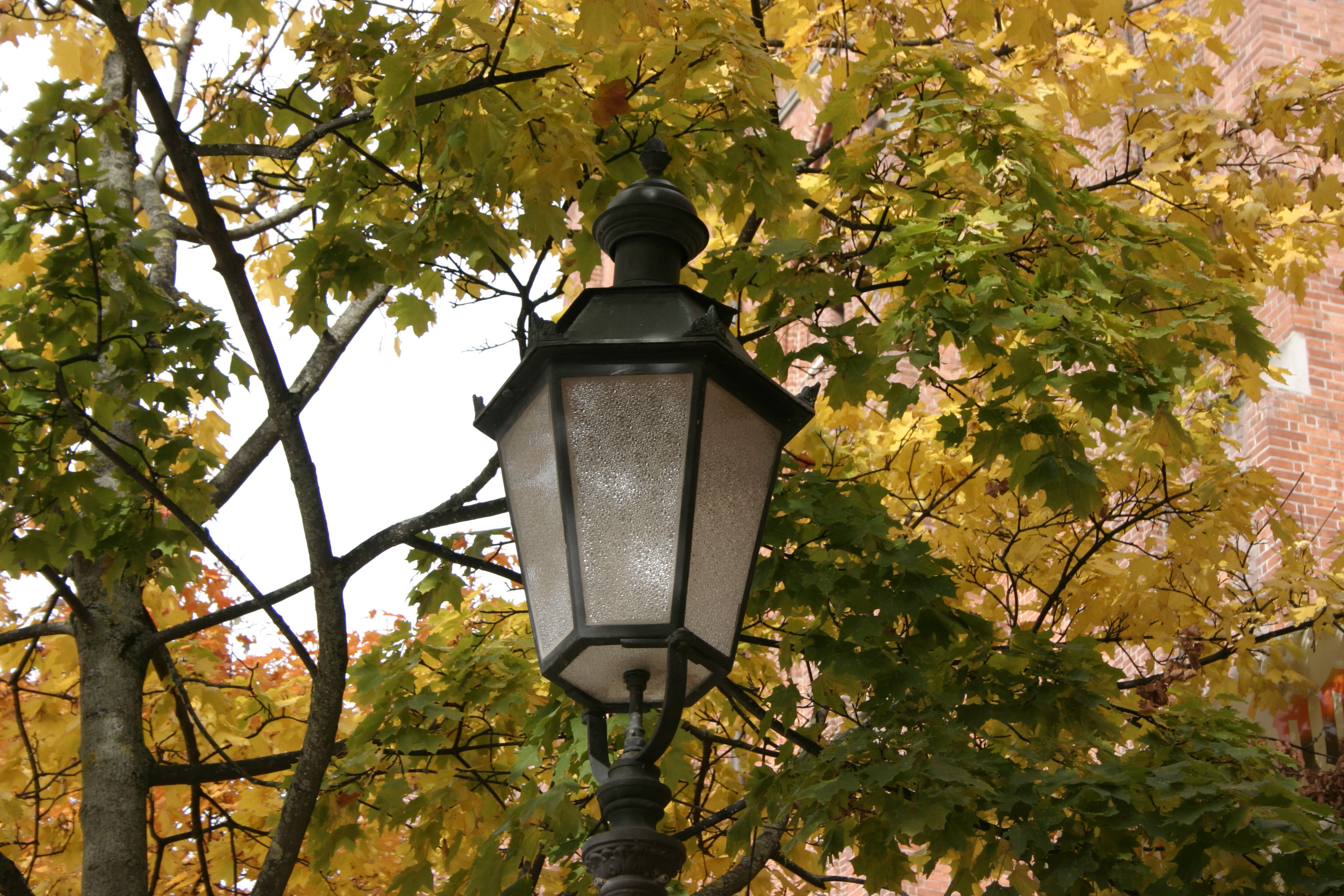
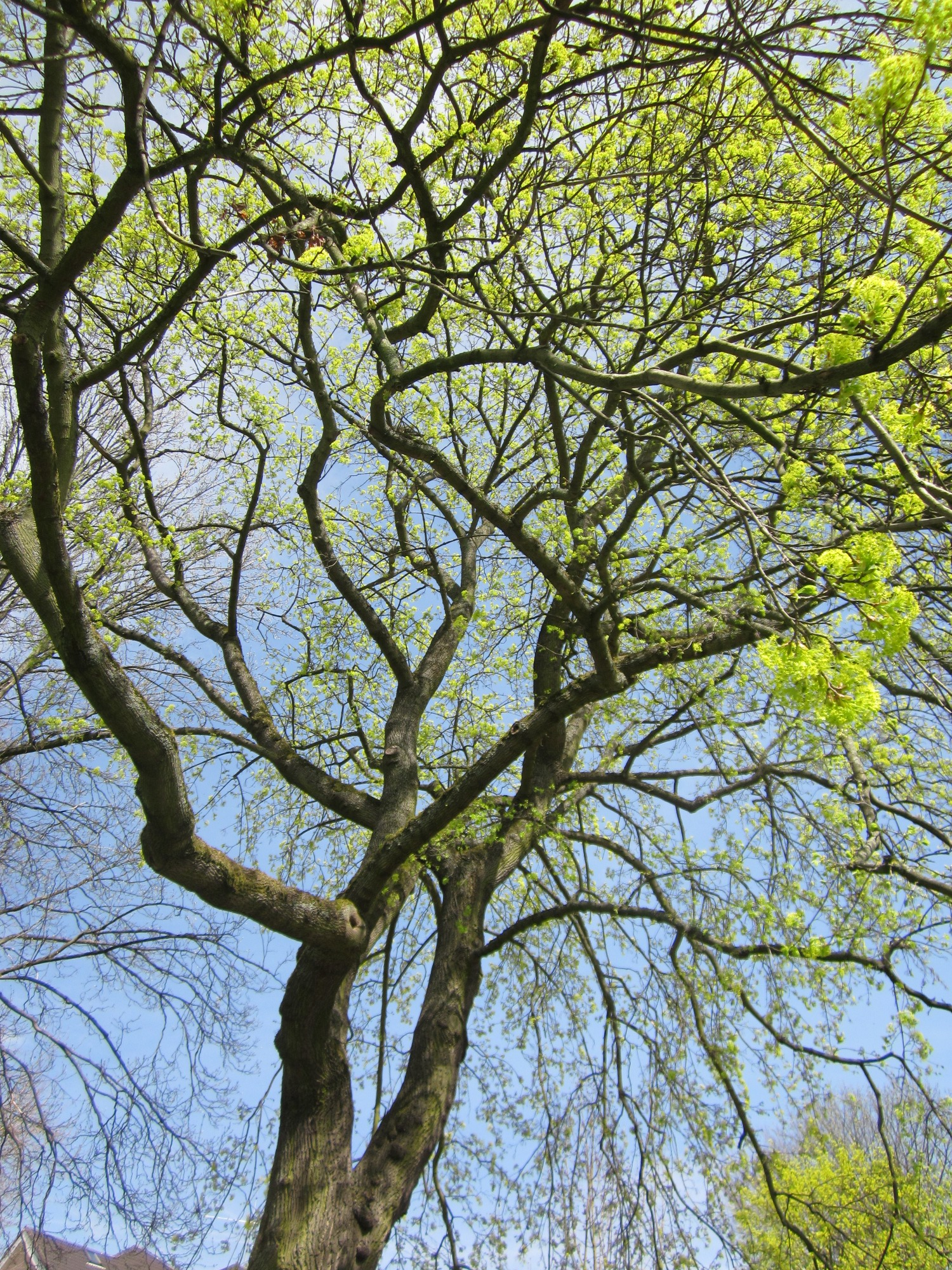